# Тропа Джомолхари

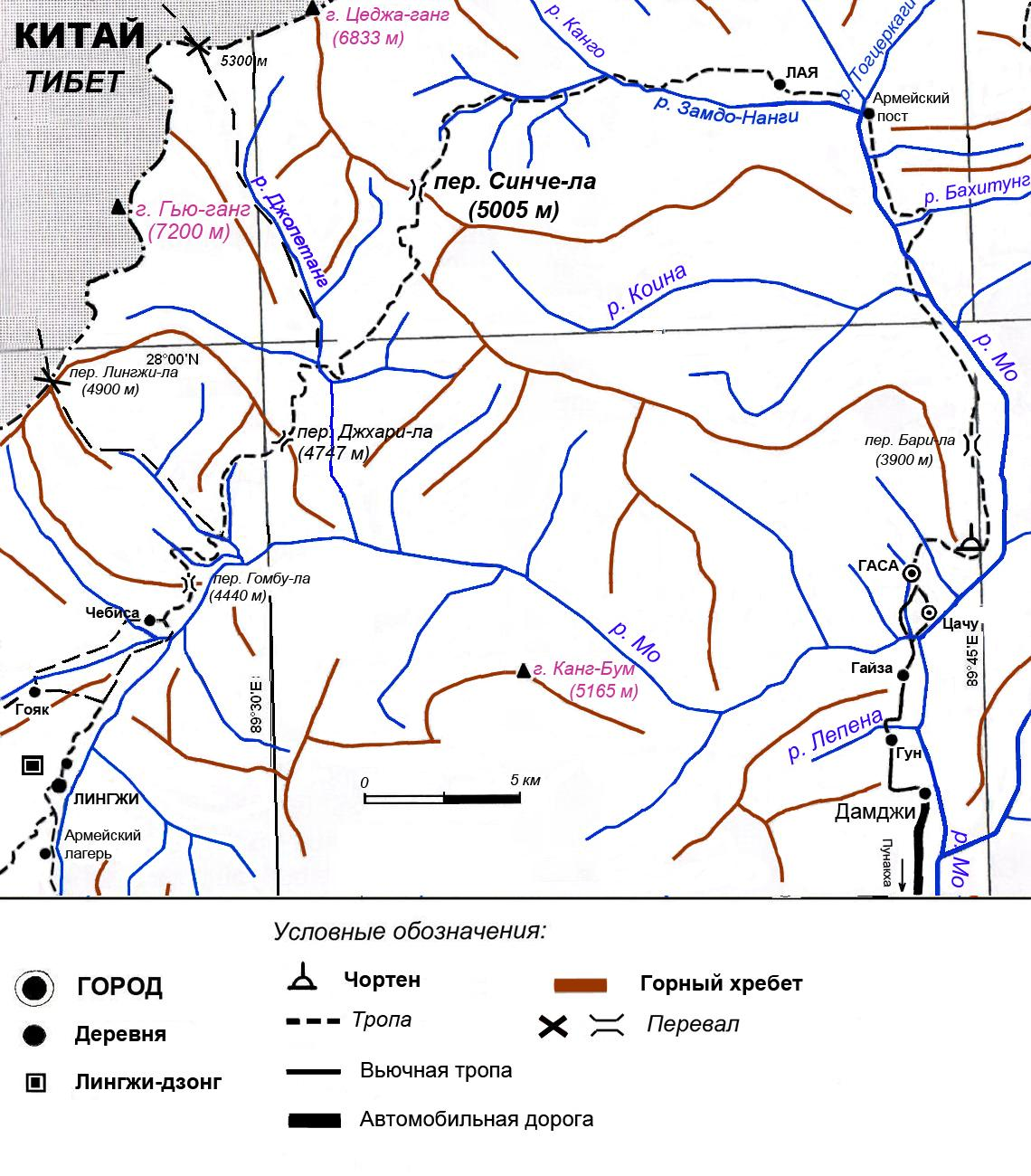
Карта высокогорья от Лингжи до Лая и Гаса

Тропа Джомолхари — официальный туристический маршрут Бутана по труднодоступным горным районам под Большим Гималайским хребтом, подходящий к подножию священной горы Джомолхари.
Это один из первых официальных горных маршрутов в Бутане, его предлагают десятки бутанских туристских фирм. Однако стоимость маршрута достаточно велика, особенно после установленных правительством надбавок к тарифам на горный туризм.
Тропа начинается от Друкгьел-дзонга, где кончается автомобильная дорога от Паро, отсюда тропа поднимается вверх по реке Паро-чу. Основной целью маршрута является достижение стоянки Джамботханг с видами на гору Джомолхари (7314 м) и вершину Джичу Драке (6794 м). Этот подъём занимает три дня. Обычно для акклиматизации и отдыха дополнительно устраивают днёвку.
Далее предусматривается несколько вариантов возврата или продолжения пути, основным является путь через Лингжи-дзонг в Тхимпху,

Маршрут возможен с апреля по ноябрь, в другое время перевалы закрыты снегом, во времена муссонов (июль-август) состояние маршрута также плохое и поход нежелателен.
После достижения Джамботханга возможно несколько вариантов возврата или продолжения маршрута:
1. Короткий возврат в Паро по другой тропе — в случае нехватки времени или трудностей горной адаптации или болезни туристов (три дня).
2. Основной маршрут — через Лингжи-дзонг в Тхимпху через Шоду и Баршонг. Требует одного дня перехода до Лингжи-дзонга и четырёх для возврата в Тхимпху.
3. Продолжение пути в Лая через несколько перевалов под Большим Гималайским хребтом (пять дней), и оттуда спуск в город Гаса (ещё два дня) и далее в Пунакха
4. Дальнейшее продолжение пути под Большим Гималайским хребтом после Лая (Тропа Снежного Человека) в Лунана (не менее десяти дней).

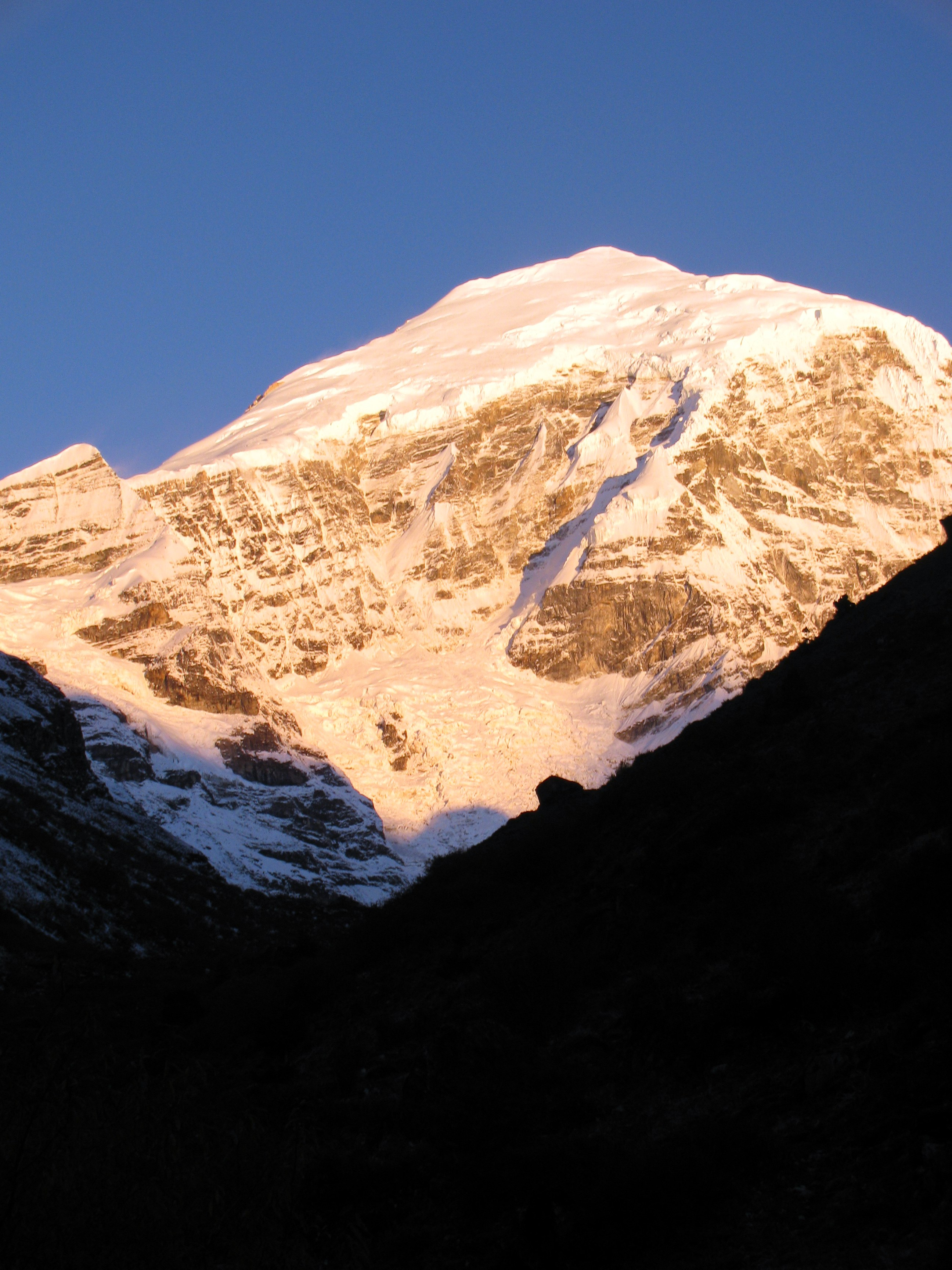
Джомолхари с Джанготханга

## Путь к подножьюДжомолхаридо Джамботханга
Первый день медленного подъёма до деревни Шарна-Зангпа (2870) проходит через живописные населённые районы даже с отелями для туристов и сувенирными магазинами. Тропа входит в Национальный парк Джигме-Дорджи. Следующий день подъём вдоль реки Паро-чу продолжается до Тхангтхангка (3670 м), при этом дорога сворачивает на восток, отходя от тропы в сторону границы с Тибетом и Пагри по ту сторону границы. Подъём идёт через рододендроновые леса.
Через пол дня перехода от военного поста Тхангтхангка тропа доходит до «храма Джомолхари». Храм находится на высоте 4150 м. Сюда приходят многочисленные паломники. Недалеко от храма находятся пещеры, в которых медитировали Миларепа и Лорепа. В часе ходьбы от храма на высоте 4450 метров находится озеро Ценингма, в котором обитают духи. Джомолхари считается священной горой и местом обитания одной из сестёр Церингма (jo mo tshe ring mched lnga) — женского божества-защитницы (Jomo) Тибета и Бутана, Падмасамбхава связал её клятвой беречь буддийскую веру.
Дорога до Джамботханга (4090 м) проходит вдоль деревень Такетханг и Дангочанг. Со стоянки Джамботханг открываются великолепные виды на гору Джомолхари.

## Короткий возврат вПарочерез Тхомбу-ла
Дорога требует трёх дней, проходит через перевалы Бхонте-ла (4890 м) и Тхобу-ла (4520 м), по пути имеются небольшие деревни и пастбища яков, а также озеро. Дорога спускается в долину Паро.

## Путь кТхимпхучерезЛингжи-дзонг

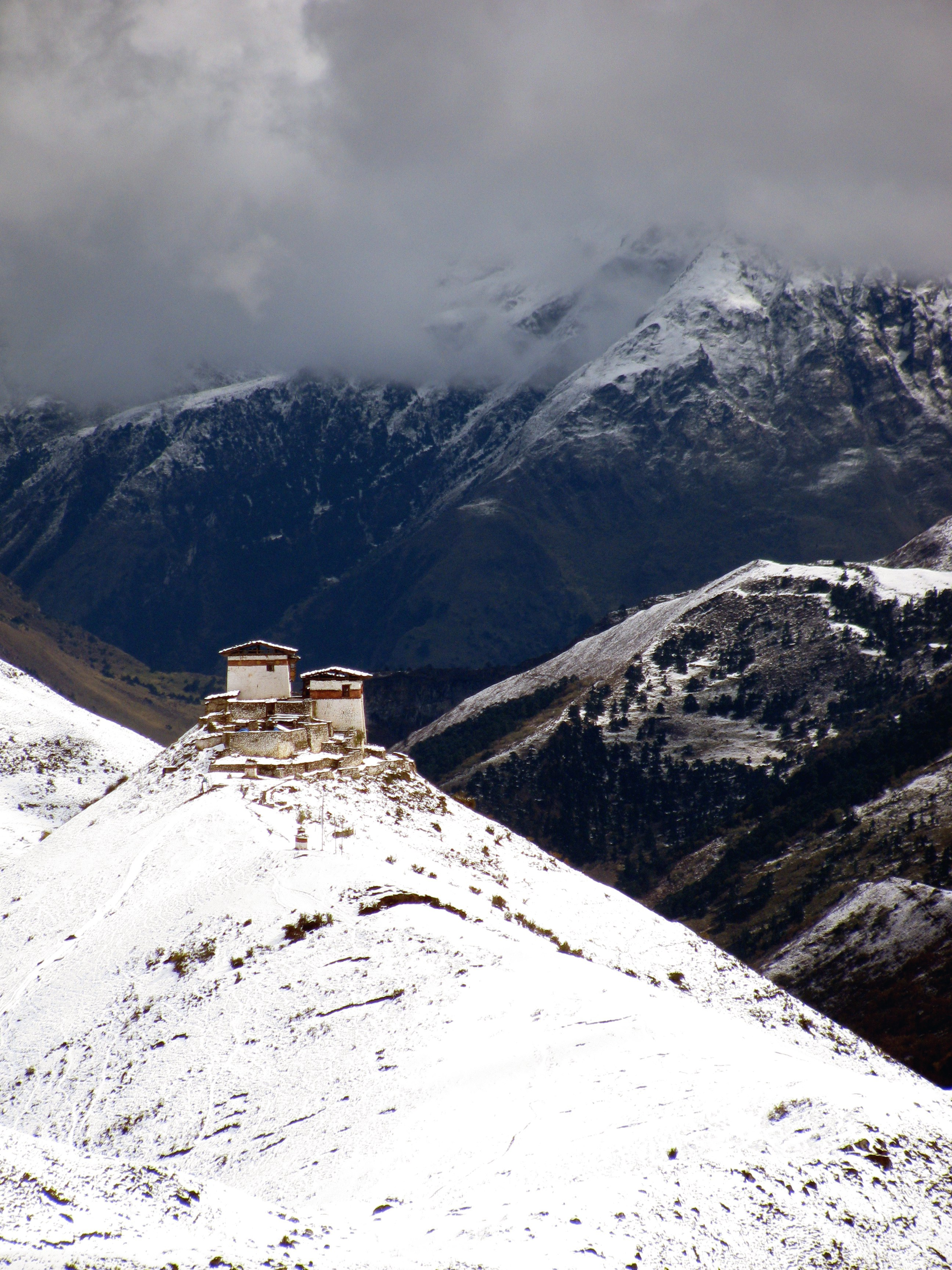
Лингжи-дзонг

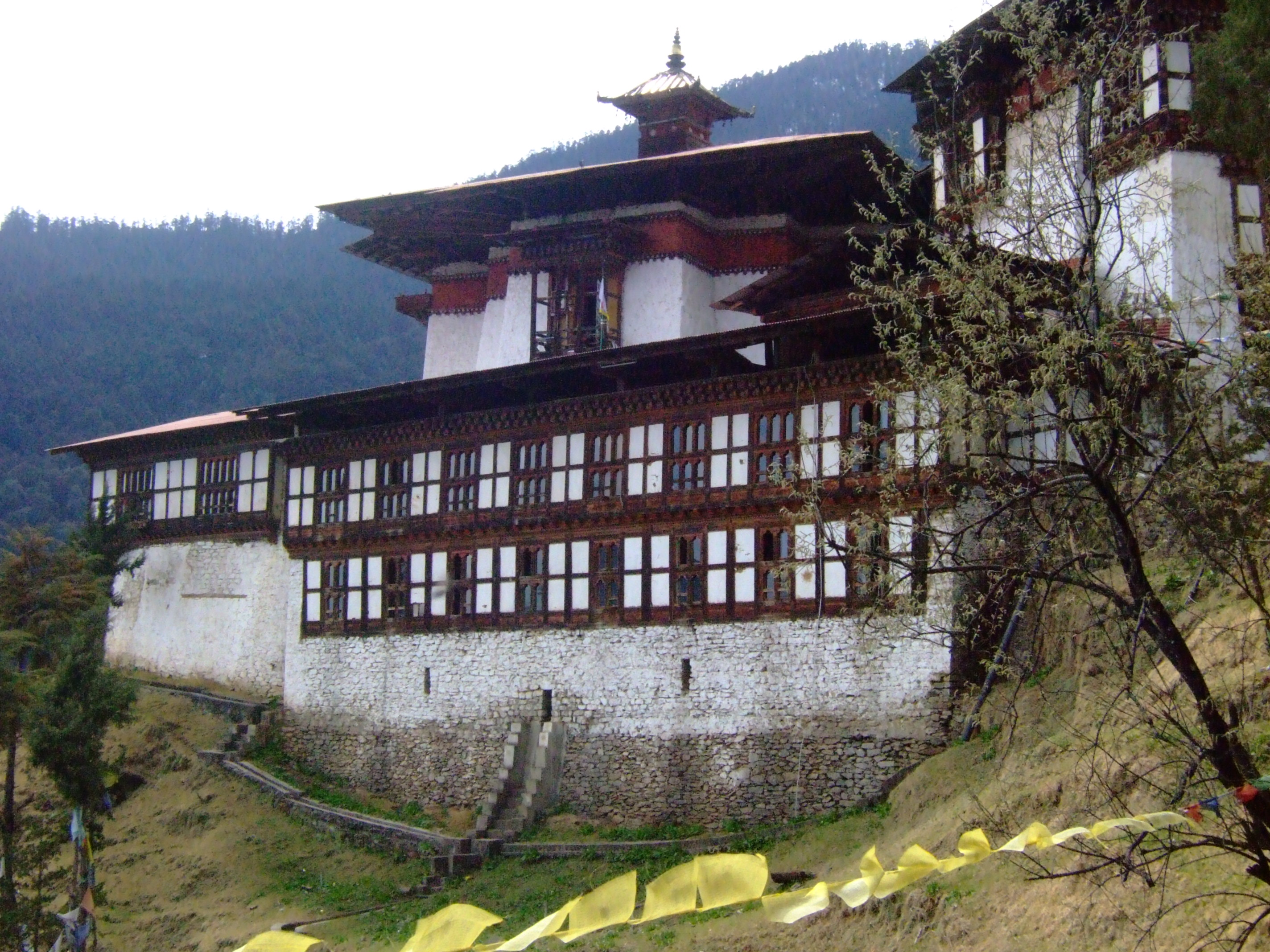
Чагри-гомпа

Вьючная тропа в Лингжи-дзонг идёт через перевал Нгиле-ла высотой 4864 м, переход занимает один день 27°48′33″ с. ш. 89°23′17″ в. д..
.
Для того, чтобы идти на Тхимпху, необходимо вернуться от Лингжи-дзонга немного назад и пойти на юг через перевал Йели-ла 27°45′57″ с. ш. 89°26′37″ в. д. высотой 4900 м. После первого дня пути организован благоустроенный ночлег на стоянке Шоду (4110 м), где поставлен чортен. Дорога приводит к деревне Баршонг (4680 м), в которой находятся руины разрушенного дзонга. Отсюда ещё полтора дня пути (с ночлегом на оборудованной стоянке) до монастыря Чагри-гомпа, откуда по автомобильной дороге от Додены можно добраться до Тхимпху.
Планируется в 2013 году продлить автомобильную дорогу до Баршонга через Национальный парк Джигме Дорджи

## Путь черезЛая
Эта дорога проходит через несколько деревень в окрестности Лингжи-дзонга, интересных своей культурой и бытом, — это деревни Гояк и Чебиса. От этих деревень отходит древняя караванная тропа в Тибет. Далее тропа переходит в зону пастбищ, там уже нет постоянных деревень, однако имеются временные стоянки для чабанов.
Через перевал Гомбу-ла (4440 м), огибающий хребет, тропа спускается в рододендроновый лес и к стоянке Шурьяпасанг. Отсюда идёт подъём на следующий перевал Джхари-ла (4747 м.)
Далее по дороге в Лая приходится преодолевать высокий перевал Синче-ла высотой 5005 м 27°45′57″ с. ш. 89°33′30″ в. д., за которым открывается спуск в плодородную долину Лая, от которой по реке можно спуститься в Гаса.
Лая представляет собой поселение земледельческого народа лаяп с уникальной культурой.
Эта дорога требует пять дней перехода от Лингжи в Лая, и дополнительно два дня для спуска в Гаса.